# Baby It's You (canción de JoJo)
«Baby It's You» —en español: «Cariño eres tú»— es una canción de la cantante y actriz JoJo en compañía del rapero Bow Wow. Escrita por Harvey Mason, Jr., Damon Thomas, Eric Dawkins, y Antonio Dixon, y producida por The Underdogs, fue lanzada en 2004 como el segundo sencillo de su primer álbum de estudio auto-titulado JoJo.
El sencillo alcanzó el puesto veinte y dos en la Billboard Hot 100 de los Estados Unidos y número ocho en Reino Unido. Para la promoción, la cantante presentó la canción en All That en 2005.

## Información
La versión del álbum de la canción es interpretada por JoJo, sin embargo, la versión lanzada como sencillo físico trae la colaboración del cantante Bow Wow. A pesar de que no coincida con el éxito de su primer sencillo, la canción fue un éxito en muchos países. En los EE. UU., se convirtió en su segundo top 40 en la Billboard Hot 100, llegando al número 22. La única posición más alta fue en el número tres en la lista de sencillos de Nueva Zelanda, convirtiéndose en su segundo sencillo con una posición tan alta en aquel país. En el Reino Unido, también se convirtió en su segundo top diez, alcanzando el número ocho. El sencillo también tuvo éxito en las listas similares en países como Australia, Austria, Bélgica y Dinamarca.

## Formatos
- Digitales

| Descarga digital |                 |          |  |
| N.º              | Título          | Duración |  |
| 1.               | «Baby It's You» | 3:11     |  |

- Materiales

| Sencillo en CD |                                        |          |  |
| N.º            | Título                                 | Duración |  |
| 1.             | «Baby It's You» (con Bow Wow)          | 3:36     |  |
| 2.             | «Baby It's You» (Full Phat Street Mix) | 3:28     |  |
| 3.             | «Leave (Get Out)» (Copenhaniacs Remix) | 3:50     |  |
| 4.             | «Leave (Get Out)» (Funky Angelz Remix) | 4:15     |  |
| 5.             | «Baby It's You» (con Bow Wow) (Video)  | 3:39     |  |

| Sencillo en CD |                                      |          |  |
| N.º            | Título                               | Duración |  |
| 1.             | «Baby It's You» (con Bow Wow)        | 3:42     |  |
| 2.             | «Leave (Get Out)» (Hip Hop Club Mix) | 3:50     |  |
| 3.             | «Baby It's You» (Álbum Versión)      | 3:11     |  |
| 4.             | «Leave (Get Out)» (Video)            | 4:02     |  |

| Promo Sencillo en CD |                                 |          |  |
| N.º                  | Título                          | Duración |  |
| 1.                   | «Baby It's You» (con Bow Wow)   | 3:36     |  |
| 2.                   | «Baby It's You» (Álbum Versión) | 3:11     |  |

| Pock It! Sencillo en CD |                                   |          |  |
| N.º                     | Título                            | Duración |  |
| 1.                      | «Baby It's You» (con Bow Wow)     | 3:36     |  |
| 2.                      | «Leave (Get Out)» (Álbum Versión) | 4:02     |  |

## Posicioneamiento en las listas

### Semanales
| América del Norte |                     |    |        |
| Estados Unidos    | Billboard Hot 100   | 22 | [ 5 ]  |
| Estados Unidos    | Billboard Pop Songs | 7  | [ 5 ]  |
| Europa            |                     |    |        |
| Alemania          | Top 100 canciones   | 15 | [ 6 ]  |
| Austria           | Top 75 canciones    | 41 | [ 7 ]  |
| Bélgica (Flandes) | Top 50 canciones    | 41 | [ 8 ]  |
| Bélgica (Valonia) | Top 50 canciones    | 13 | [ 9 ]  |
| Dinamarca         | Top 40 canciones    | 15 | [ 10 ] |
| Irlanda           | Top 50 canciones    | 13 | [ 11 ] |
| Países Bajos      | Top 100 canciones   | 34 | [ 12 ] |
| Reino Unido       | Top 75 canciones    | 8  | [ 13 ] |
| Suecia            | Top 60 canciones    | 50 | [ 14 ] |
| Suiza             | Top 75 canciones    | 14 | [ 15 ] |
| Oceanía           |                     |    |        |
| Australia         | Top 50 canciones    | 16 | [ 16 ] |
| Nueva Zelanda     | Top 40 canciones    | 3  | [ 17 ] |

## Certificaciones
| América del Norte |      |      |              |         |        |
| Estados Unidos    | RIAA | 2004 | Disco de oro | 500 000 | [ 18 ] |

## Historial de lanzamiento
| País           | Fecha                   | Sello                  | Formato                     | Ref.   |
| -------------- | ----------------------- | ---------------------- | --------------------------- | ------ |
| Estados Unidos | 6 de septiembre de 2004 | Da Family, Blackground | Radial                      | [ 19 ] |
| Europa         | 4 de octubre de 2004    | Black Ocean            | Sencillo en CD, Pock It! CD | [ 20 ] |
| Reino Unido    | 15 de noviembre de 2004 | Mercury                | Sencillo en CD              | [ 21 ] |
| Australia      | 19 de noviembre de 2004 | Universal Music        | Sencillo en CD              | [ 22 ] |